# Ebba With
Ebba Augusta With Bræstrup f. With (15. januar 1908 i København – 4. marts 1993) var en dansk skuespillerinde, der blev uddannet fra Det kongelige Teaters Elevskole i 1933. Hun var herefter knyttet til teatret et par år, men kom sidenhen til både Dagmarteatret, Frederiksberg Teater, Riddersalen, Allé Scenen, Det ny Teater, Folketeatret, Aarhus Teater, Odense Teater og Gladsaxe Teater. Blandt de mange teaterstykker hun medvirkede i kan nævnes Vor by, Vildanden, Hamlet, Anne Franks dagbog, Maria Stuart, Bernardas Hus og Onkel Vanja.
I tv nåede hun at medvirke i serierne En by i provinsen og Matador.

## Filmografi i udvalg
- Sørensen og Rasmussen – 1940
- Biskoppen – 1944
- Man elsker kun een gang – 1945
- My name is Petersen – 1947
- Kampen mod uretten – 1949
- Himlen er blå – 1954
- Jeg - en kvinde – 1965
- Slå først, Frede – 1965
- Utro – 1966
- Nøddebo Præstegård (1974) – 1974
- Pas på ryggen, professor – 1977
- Fængslende feriedage – 1978
- Babettes gæstebud – 1987
- Christian (film) – 1989